# Saint-Flavy
Saint-Flavy è un comune francese di 272 abitanti situato nel dipartimento dell'Aube nella regione del Grand Est.
Prende il nome da San Flavito, religioso ed eremita vissuto nel VI secolo.

## Società

### Evoluzione demografica
Abitanti censiti